# Стежару (Іон-Крянге, Нямц)
Стежару (рум. Stejaru) — село у повіті Нямц в Румунії. Входить до складу комуни Іон-Крянге.
Село розташоване на відстані 278 км на північ від Бухареста, 52 км на схід від П'ятра-Нямца, 53 км на південний захід від Ясс.

## Населення
За даними перепису населення 2002 року у селі проживали 869 осіб, усі — румуни. Усі жителі села рідною мовою назвали румунську.